# 科里·弗賴恩
科里·弗賴恩（英語：Corey Flynn；1981年1月5日—）是一位新西蘭橄欖球運動員。他是新西蘭國家橄欖球隊的一員，代表新西蘭參加了2011年世界盃橄欖球賽。